# Hajtóvadászat (Született feleségek)
A Hajtóvadászat (The Chase) a Született feleségek (Desperate Housewives) című amerikai filmsorozat százhuszonhetedik epizódja. Az Amerikai Egyesült Államokban először az ABC (American Broadcasting Company) adó vetítette 2010. február 28-án.

## Az epizód cselekménye
Amikor Celia egyik reggel telis-tele kiütésekkel jelenik meg az arcán, minden jel arra utal, hogy a kislány bárányhimlős. Ám mivel Gaby nem esett át ezen a betegségen, Carlos úgy dönt, hogy nem szeretné veszélyeztetni az egészségét, így egy időre az anyának távol kell maradnia az otthonától. Gabrielle ekkor Bobékhoz költözik, és egyre felszabadultabban érzi magát náluk, mert az ottléte arra az időkre emlékezteti, amikor még szingli volt. Lynette és Tom eközben megfeledkeznek Penny születésnapjáról. Bree rátalál a megfelelő alkalmazottra, ám Katherine különös felfedezést tesz. Susan pedig csalódni kénytelen Mrs. McCluskey-ban, míg Angie kétségbeesetten kutatja Danny-t...

## Mary Alice epizódzáró monológja
- A narrátor, Mary Alice monológja az epizód végén így hangzik (a magyar változat alapján):

"A csábítás művészet. Kifinomult kényszerítő eszközöket használ, hogy megingassa az arra fogékonyakat. És aki egyszer elszánta magát mindent belead, hogy megkapja, amit akar. Ha pedig a csábítás sikerrel jár az, aki beadta a derekát azt kérdi magától: elcsábítottak vagy ezt akartam én is kezdettől fogva?"

## Epizódcímek más nyelveken
- Angol: The Chase (A hajtóvadászat)
- Francia: La petit fugueuse (A kis menekült)
- Olasz: Seduzioni (Csábítások)
- Német: Verführung (Csábítás)